# Comunicaciones Fútbol Club
Maillots
Le Comunicaciones Fútbol Club est un club guatémaltèque de football basé à Guatemala.

## Palmarès
- Championnat du Guatemala (31)
  - Champion : 1956, 1958, 1960, 1969, 1971¹, 1971¹, 1972, 1977, 1980, 1981, 1982, 1986, 1991, 1995, 1997, 1998, 1999, 1999 (A), 2001 (C), 2002 (A), 2003 (C), 2008 (A), 2010 (A), 2011 (C), 2012 (A), 2013 (C), 2013 (A), 2014 (C), 2014 (A), 2015 (C), 2022 (C)
- Coupe du Guatemala de football (8)
  - Vainqueur : 1952, 1955, 1970, 1972, 1983, 1986, 1991, 2009
- Super coupe du Guatemala de football (10)
  - Vainqueur : 1955, 1957, 1959, 1960, 1983, 1985, 1991, 1994, 1997
- Copa Interclubes UNCAF (2)
  - Vainqueur : 1971, 1983
  - Finaliste : 1976, 1977, 2003
- Coupe des champions de la CONCACAF (1)
  - Vainqueur : 1978
  - Finaliste : 1962, 1969
- Ligue de la CONCACAF (1)
  - Vainqueur : 2021
- Coupe des vainqueurs de coupe de la CONCACAF
  - Finaliste : 1991

### Parcours du club
- Bilan saison par saison du Club Social y Deportivo Comunicaciones

## Personnalités du club

### Entraîneurs
- Walter Ormeño